# Bill Bryson
William McGuire "Bill" Bryson (Des Moines, Iowa, 8 de desembre de 1951), és un escriptor britànic nascut als Estats Units, autor de divertits llibres sobre viatges, així com de llibres sobre la llengua anglesa, i també científics. Ha viscut la major part de la seva vida adulta al Regne Unit. Actualment resideix a North Yorkshire (Anglaterra).

Bryson va néixer a Des Moines, Iowa, i va ser educat en la Universitat Drake (Drake University), però va deixar els estudis el 1972 al decidir marxar a viatjar per Europa durant quatre mesos. Va tornar a Europa l'any següent amb un amic seu de l'institut, Stephen Katz (se sap que aquest nom no és el real). Algunes experiències d'aquest viatge les narra en forma retrospectiva a Neither Here nor There: Travels in Europe, que també inclou un viatge similar, realitzat per Bryson vint anys després.
A mitjans dels setanta Bryson va començar a treballar en un hospital psiquiàtric a Virginia Water, a Surrey (Anglaterra), on va conèixer i es va casar amb Cynthia, una infermera anglesa. Junts van tornar als Estats Units perquè Bryson pogués acabar la seva carrera. El 1977 van tornar a Anglaterra, on es van establir fins al 1995. Van viure aquesta època a Yorkshire Nord i Bryson treballar com a periodista, faceta en la qual va arribar a ser el redactor en cap de la secció de negocis del diari The Times, i després subdirector de notícies nacionals de la mateixa secció, però aquesta vegada pertanyent al diari The Independent. Va deixar el periodisme el 1987, tres anys després del naixement del seu tercer fill.
El 1995 Bryson va tornar a viure a Hanover (Nou Hampshire), però, a 2003, els Bryson i els seus quatre fills van tornar a Anglaterra, i actualment (any 2006) viuen prop de Wymondham, a Norfolk. També en 2003, en coincidència amb el dia mundial del llibre, els votants britànics van escollir el seu llibre Notes from a Small Island com el que millor resumeix la identitat i l'estat de la nació britànica. En aquest mateix any Bryson va ser nomenat comissari per al patrimoni anglès (English Heritage).
El 2004 Bryson va guanyar el prestigiós Premi Aventis pel millor llibre de ciència general per A Short History of Nearly Everything (Una breu història de gairebé tot). Aquest concís i popular llibre explora no només la història i l'estatus actual de la ciència, sinó que també revela els seus humils i de vegades divertits començaments. Un científic important descriure humorísticament el llibre com "molestant lliure d'errors.
Bryson també ha escrit dos treballs sobre la història de la llengua anglesa: Mother Tongue i Made in America, i, recentment (any 2006), una actualització del seu diccionari Bryson's Dictionary of troublesome Words ' '(publicat en la seva primera edició com The Penguin Dictionary of troublesome Wordsel 1983). Aquests llibres van ser aplaudits per públic i crítica, encara que també van rebre crítiques per part d'alguns acadèmics, que consideraven que aquests llibres contenien errors fàctics, mites urbans, i etimologies populars. Encara que Bryson no té qualificacions lingüístiques, està generalment considerat un bon escriptor en aquest camp.
En 2005 Bryson va ser nomenat canceller de la Universitat de Durham (Durham University), succeint a Sir Peter Ustinov. Bryson havia lloat a Durham com "una perfecta ciutat petita" a Notes from a Small Island. Bryson també ha estat guardonat amb títols honoraris per part de nombroses universitats.
El 2006 Bryson va córrer (com a part d'un equip de celebritats) en la marató Tresca, l'equivalent a Sicília de la marató de Londres, i va publicar una memòria sobre el seu creixement en la dècada del 1950 als Estats Units, titulat The Life and Times of the Thunderbolt Kid. Stephen Katz torna a figurar en el llibre, i d'ell es diu que és catòlic, no jueu com molts van assumir des que va aparèixer en A Walk in the Woods.

## Obres
Llibres de viatges
- The Palace Under the Alps and Over 200 Other Unusual, Unspoiled, and Infrequently Visited Spots in 16 European Countries(1985)
- The Lost Continent: Travels in Small-Town America (1989)
- Neither Here nor There: Travels in Europe (1991)
- Notes from a Small Island (1995)
- A Walk in the Woods: Rediscovering America on the Appalachian Trail (1998)
- Notes from a Big Country(UK) (1998?) /I'm a Stranger Here Myself (1999)
- Down Under(UK) /In a Sunburn Country (2000)
- Bill Bryson's African Agenda (2002)
- Walk About (2002)

Llibres sobre la llengua anglesa
- The Penguin Dictionary of troublesome Words (1984)
- The Mother Tongue: English and How it Got That Way (1990)
- Made in America: An Informal History of the English Language in the United States (1994)
- Bryson's Dictionary of troublesome Words (2002)
- Journeys in English (2004)
- Bryson's Dictionary for Writers and Editors (2008)

Llibres sobre ciència
- A Short History of Nearly Everything (2003)
- Una molt breu història de gairebé tot (2008) (Edició per a nens del llibre del 2003)
- On the Shoulders of Giants (editor - 2009)

Memòries
- The Life and Times of the Thunderbolt Kid (2006)

Biografies
- Shakespeare: The World as Stage (2007)